# São Domingos de Rana
São Domingos de Rana é uma povoação portuguesa sede da Freguesia de São Domingos de Rana do Município de Cascais, freguesia com 20,36 km² de área e 59238 habitantes (censo de 2021), tendo, por isso, uma densidade populacional de 2 909,5 hab./km². Em 2021 era a quarta freguesia portuguesa com mais habitantes.

## Demografia
A população registada nos censos foi:
Nota: Pela Lei nº 447, de 18/09/1915 foram desanexados lugares desta freguesia para constituir a freguesia de Estoril
| Ano  | 0-14 Anos | 15-24 Anos | 25-64 Anos | > 65 Anos |
| 2001 | 7377      | 6075       | 25616      | 4923      |
| 2011 | 10081     | 6020       | 33266      | 8135      |
| 2021 | 9429      | 6712       | 31748      | 11349     |

## Pré-História e História
Os vestígios mais antigos da permanência humana no atual território da freguesia remontam ao Paleolítico há 1,5 milhões de anos, e foram encontrados na jazida do Serigado, a norte de Talaíde, que se destaca pelo conjunto de materiais líticos aí recolhidos. Quanto ao povoamento da área hoje conhecida como Freguesia de São Domingos de Rana é muito antigo, tendo sido encontrados vestígios arqueológicos de vários períodos desde o  Neolítico/Calcolítico, Romano, Visigótico, Árabe e Medieval o que prova a uma continuidade de gerações na população residente. No Neolítico, a ausência de estruturas megalíticas dolménicas deve-se, certamente, à destruição destes monumentos no passado. A sua eventual existência, ficou no entanto, registada através do topónimo Antas, na parte norte de Talaíde. Já no Calcolítico, Talaíde possuía um dos mais importantes povoados do concelho. Hoje encontra-se praticamente destruído devido à extracção de pedra, que se fez sentir nos anos 60 do século passado. Esta jazida deu fragmentos de grandes taças tipo Palmela, de bordo decorado, da cultura do vaso campaniforme. Além de Talaíde há vestígios desta época no Casal Montijo, na lixeira de Trajouce e noutros locais da freguesia. No que respeita à antiguidade tardia, refira-se ainda, o espólio metálico recolhido na necrópole (de inumação) tardo-romano medieval de Talaíde, constituído por anéis, brincos, braceletes com figuração de cabeças de serpente e apliques zoomórficos. A descoberta de uma ara romana em Talaíde, e a descoberta de um villa romana em Freiria, atestam a permanência efetiva dos romanos na freguesia.
Os motivos para o povoamento desta área são inúmeros sendo de destacar que sempre foi uma área rica em recursos naturais tais como aquíferos, florestas e pedra (destaca-se o mármore nesta ultima) o que levou a que se instalassem povos que se dedicavam ao cultivo primeiro cerealífero e hortofloricultura e mais tarde vinhateiro, à cerâmica e à cantaria, nomeadamente no trabalho do mármore, tendo por exemplo, esta área fornecido grande parte do mármore que se encontra no Convento de Mafra.
As primeiras referências históricas escritas que nos surgem são da Idade Média, consistindo em dois documentos, um que atesta a existência de Trajouce no século X da Era Comum e outro de 1385 que se refere a um casal em Freiria. É curioso, porém, verificar que habita em Talaíde, Tomé Dias, uma das testemunhas do auto de partilhas dos bens de Lourenço Martins do Avelar, copeiro-mor da rainha D. Beatriz e um dos homens célebres da história cascalense. Pois Lourenço do Avelar tinha uma quinta lá para as bandas de Aljafami e Rio de Mouro e, por ocasião dessas partilhas , em Sintra, a 2 de Agosto de 1345, lá vem no documento a referência ao tal Tomé Dias, de que, ao certo, nada mais se sabe. Contudo, isso prova que o referido topónimo já existia nessa primeira metade do século XIV.
O primeiro censo a que temos acesso, de 1527, refere já todas as principais localidades da Freguesia que estendendo-se até Albarraque, já existiria como paróquia. Como as paróquias são as precursoras das freguesias, tendo então muitas das suas funções, pode afirmar-se que a criação da freguesia de São Domingos de Rana já era então uma realidade.
Em 1758, a então paróquia, alargava-se até São Pedro do Estoril, fazendo a mesma parte do Concelho de Oeiras até 1838, altura em que foi reunida no Concelho de Cascais.
Nos finais do século XIX e inícios do século XX, bem como na I República são criadas inúmeras associações recreativas o que comprova a vitalidade populacional desta freguesia bem como o seu apoio à causa Republicana.
É bem possível que durante a Revolução de 5 de Outubro de 1910 houve aclamações à República na povoação de Tires, sendo que parte dos Carbonários que foram para as barricadas de Santa Apolónia podem ter sido provenientes desta área bem como da Parede que então pertencia à Paróquia/Freguesia de São Domingos de Rana. A Carbonária teve atuação não só nas grandes capitais mas também em regiões periféricas — como foi o possível caso de Tires, pois que estudos como o de Jorge de Abreu (1910) registram que «forma a Junta Carbonária da Região Central que abrange Aveiro, Coimbra e Vizeu» — demonstrando a presença conspirativa da Carbonária fora de Lisboa.

Durante todo o Século XX a freguesia de São Domingos de Rana sofre um aumento populacional acentuado sendo o refugio de várias vagas de imigrantes provenientes das então Províncias do Alto e Baixo Alentejo, bem como, das diversas Beiras, esta área tendo então uma produção cerealífera intensiva e pedreiras atraiu os trabalhadores sazonais que trabalhavam alternadamente nos campos e na cantaria.
Nos últimos anos esta freguesia tem tido um acelerado desenvolvimento, com uma população heterogénea caracterizada por uma elevada taxa de pessoas de meia-idade, tendo uma rede equipamentos sociais, tais como Biblioteca, Centro de Saúde, Complexo Desportivo, Escola Fixa de Trânsito (na Abóboda) e várias Escolas, sendo assistida pelos Bombeiros Voluntários de Carcavelos que se passaram a denominar de "Carcavelos - São Domingos de Rana".
O Aeródromo Municipal de Cascais (conhecido popularmente como Aeródromo de Tires) fica nesta freguesia.

## Política

### Eleições autárquicas (Junta de Freguesia)
| Partido      | 1976 | 1976 | 1979 | 1979 | 1982 | 1982 | 1985 | 1985 | 1989 | 1989 | 1993 | 1993 | 1997 | 1997 | 2001 | 2001 | 2005 | 2005 | 2009 | 2009 | 2013 | 2013 | 2017  | 2017 | 2021  | 2021 |
| Partido      | %    | M    | %    | M    | %    | M    | %    | M    | %    | M    | %    | M    | %    | M    | %    | M    | %    | M    | %    | M    | %    | M    | %     | M    | %     | M    |
| ------------ | ---- | ---- | ---- | ---- | ---- | ---- | ---- | ---- | ---- | ---- | ---- | ---- | ---- | ---- | ---- | ---- | ---- | ---- | ---- | ---- | ---- | ---- | ----- | ---- | ----- | ---- |
| FEPU/APU/CDU | 38,6 | 6    | 42,6 | 9    | 42,1 | 12   | 44,8 | 9    | 33,4 | 7    | 25,6 | 5    | 18,9 | 4    | 17,1 | 3    | 14,4 | 3    | 13,6 | 3    | 16,1 | 4    | 10,11 | 2    | 8,0   | 1    |
| PS           | 31,7 | 4    | 21,7 | 4    | 25,1 | 7    | 16,6 | 3    | 27,4 | 6    | 41,9 | 9    | 46,9 | 10   | 40,1 | 9    | 37,9 | 8    | 39,5 | 8    | 30,1 | 8    | 38,11 | 9    |       |      |
| PPD/PSD      | 12,9 | 2    | 30,5 | 6    | 19,8 | 6    | 29,0 | 6    | 27,9 | 6    | 22,6 | 5    | 23,1 | 5    |      |      |      |      |      |      |      |      |       |      |       |      |
| CDS-PP       | 7,5  | 1    |      |      | 7,9  | 2    | 4,7  | 1    | 4,7  | -    | 4,2  | -    | 3,7  | -    |      |      |      |      |      |      |      |      |       |      |       |      |
| PSD-CDS      |      |      |      |      |      |      |      |      |      |      |      |      |      |      | 35,3 | 7    | 32,2 | 7    | 33,4 | 7    | 28,3 | 7    | 34,44 | 9    | 41,14 | 10   |
| B.E.         |      |      |      |      |      |      |      |      |      |      |      |      |      |      | 2,0  | -    | 6,9  | 1    | 7,6  | 1    | 5,5  | 1    | 7,55  | 1    | 4,76  | 1    |
| IND          |      |      |      |      |      |      |      |      |      |      |      |      |      |      |      |      |      |      |      |      | 7,0  | 1    |       |      |       |      |
| PDR.JPP      |      |      |      |      |      |      |      |      |      |      |      |      |      |      |      |      |      |      |      |      |      |      | 2,29  | -    |       |      |
| PCTP/MRPP    |      |      |      |      |      |      |      |      |      |      |      |      |      |      |      |      |      |      |      |      |      |      | 1,49  | -    |       |      |
| PS/PAN/LIVRE |      |      |      |      |      |      |      |      |      |      |      |      |      |      |      |      |      |      |      |      |      |      |       |      | 32,17 | 8    |
| CHEGA        |      |      |      |      |      |      |      |      |      |      |      |      |      |      |      |      |      |      |      |      |      |      |       |      | 7,02  | 1    |
| IL           |      |      |      |      |      |      |      |      |      |      |      |      |      |      |      |      |      |      |      |      |      |      |       |      | 3,06  | -    |

## Património
- Casa da Quinta de Rana e jardim envolvente
- Capela de Nossa Senhora da Graça de Tires
- Ermida de Nossa Senhora da Conceição da Abóboda
- Igreja de São Domingos de Rana (ou Igreja de São Domingos de Gusmão)
- Villa Romana de Freiria
- Villa Romana de Miroiços
- Vestígios do Paleolítico no Serigado em Talaíde
- Vestígios romanos em Talaíde: Ara Romana e Necrópole de inumação Tardo-Romana Visigótica

## Povoações
- Cabeço de Mouro
- Abóboda
- Caparide
- Polima
- Rana
- Talaíde
- Tires
- Trajouce
- Zambujal
- Matarraque
- Outeiro de Polima